# Devils Tower
Devils Tower is een grote monoliet van intrusief gesteente vlak bij Hulett en Sundance in Crook County, in het noordoosten van Wyoming, boven de Belle Fourche River. De monoliet is 386 meter hoog. De top bevindt zich op 1558 meter boven zeeniveau.
Devils Tower is het eerste Nationale Monument in de Verenigde Staten, opengesteld op 24 september 1906 door President Theodore Roosevelt.

Stammen zoals de Arapaho, Crow, Cheyenne, Kiowa, Lakota, en Shoshone hadden al culturele en geografische banden met de monoliet voordat de eerste Europeanen en immigranten Wyoming bereikten. Hun (verengelste) benamingen voor de monoliet zijn onder meer Aloft on a Rock (Kiowa), Bear's House (Cheyenne, Crow), Bear's Lair (Cheyenne, Crow), Bear's Lodge (Cheyenne, Lakota), Bear's Lodge Butte (Lakota), Bear's Tipi (Arapaho, Cheyenne), Tree Rock (Kiowa) en Grizzly Bear Lodge (Lakota).
In 2005 werd geprobeerd deze banden van de stammen met de monoliet te erkennen en de naam van de monoliet te veranderen in Bear Lodge National Historic Landmark. Dit idee werd verworpen uit angst dat een naamsverandering het toerisme zou schaden.
De naam Devil's Tower (Nederlands: Duivelstoren) werd aan de monoliet gegeven door kolonel Richard I. Dodge. In recentere jaren worden geografische namen vaker zonder apostrof geschreven waardoor het nu officieel Devils Tower heet.

## Geologische geschiedenis

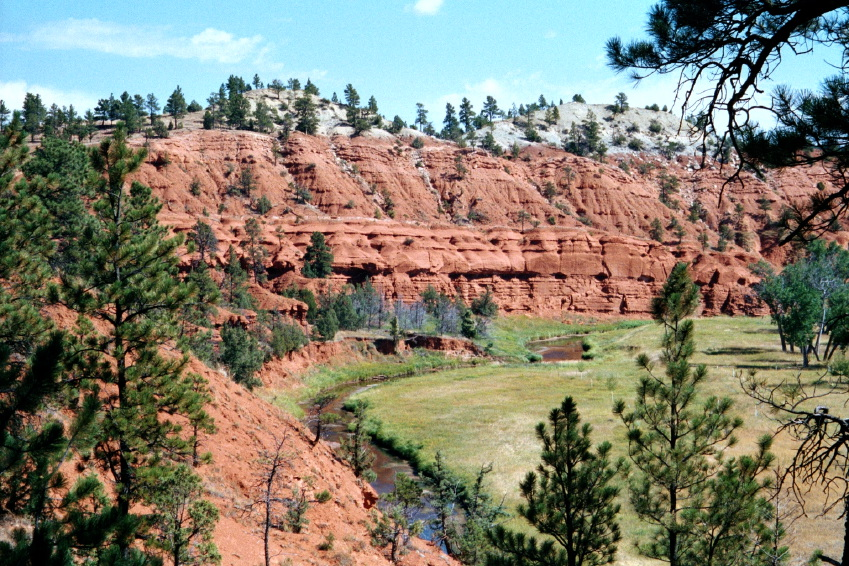
Rotsen van rode zandsteen en siltsteen boven de Belle Fourche River

Het merendeel van het landschap rondom Devils Tower bestaat uit afzettingsgesteenten. De oudste daarvan zichtbaar in de buurt van Devils Tower dateren uit het Trias (225 tot 195 miljoen jaar geleden). Deze donkerrode zandsteen en siltsteen zijn te zien langs de Belle Fourche River. Oxidatie van de ijzermineralen in het gesteente veroorzaakt de rode kleur. Deze gesteentelaag staat bekend als de Spearfish formation.
Boven de Spearfish formation ligt een dunne band van wit gips genaamd de Gypsum Spring Formation. Deze laag dateert uit het Jura (195 tot 136 miljoen jaar geleden).
Ongeveer 65 miljoen jaar geleden, aan het begin van het Tertiair, werden de Rocky Mountains en de Black Hills gevormd. Magma steeg op door de aardkorst en vormde intrusies in de oudere gesteentelagen.

### Theorieën over de formatie

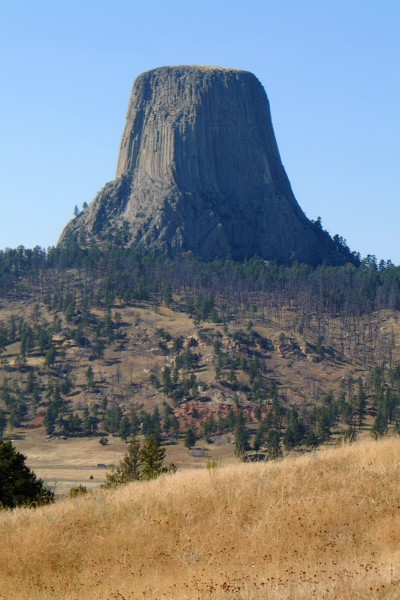
Devils Tower National Monument

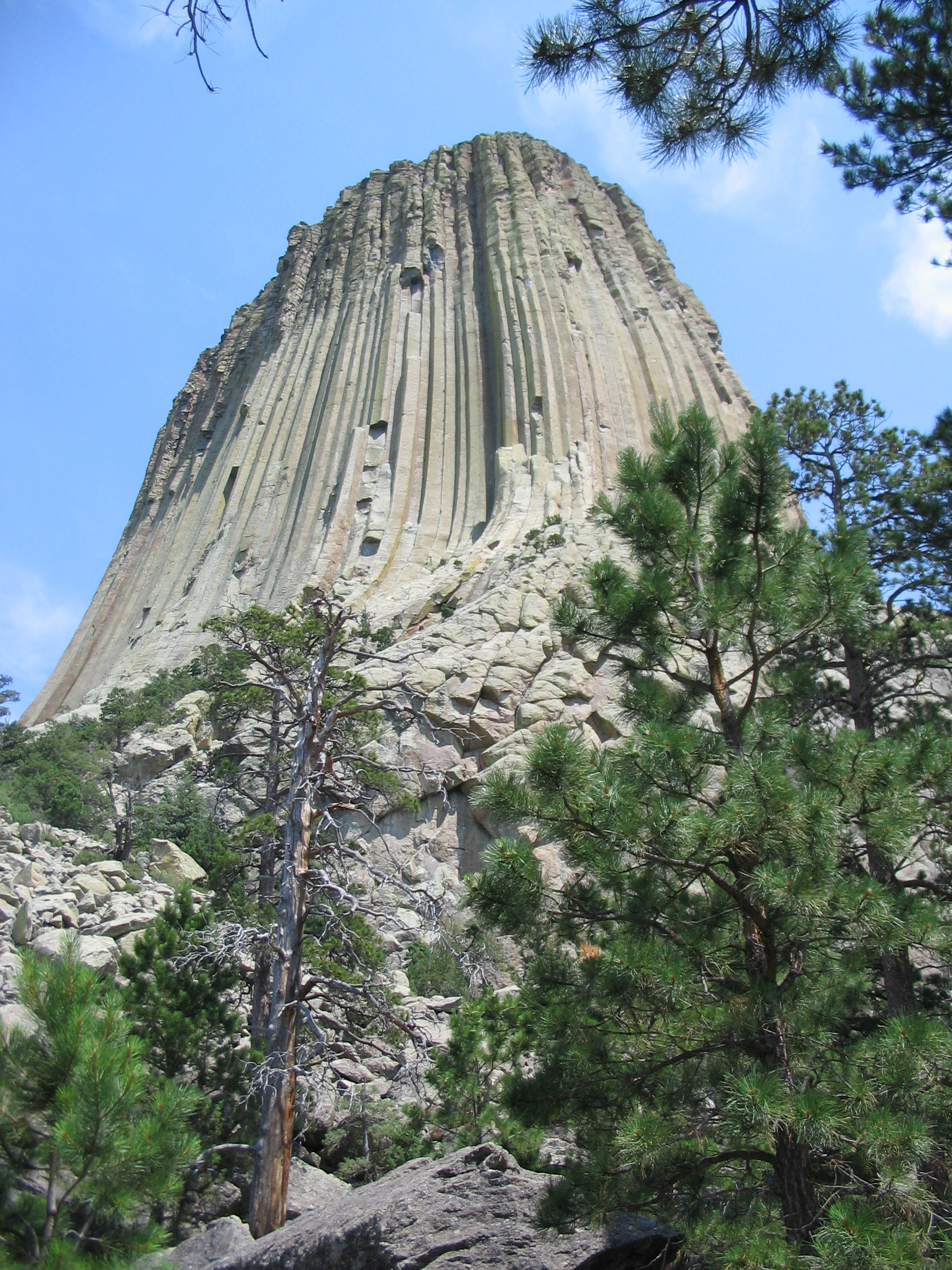
Devils Tower National Monument vlak bij de voet van de monoliet

Hoe de intrusie precies heeft plaatsgevonden en wat de oorspronkelijke aard van het gesteente in Devils Tower is, is niet duidelijk. Eind 19e eeuw bestudeerden de geologen Carpenter en Russell Devils Tower en kwamen tot de conclusie dat de monoliet inderdaad was gevormd door intrusie van stollingsgesteente. Latere geologen zochten naar verdere verklaringen. Sommigen geloven dat de monoliet het laatste overblijfsel is van wat ooit een grote explosieve vulkaan was.
In 1907 concludeerden de wetenschappers Darton en O'Hara dat Devils Tower een uitgeërodeerd overblijfsel van een laccoliet moet zijn geweest. Deze theorie was begin 20e eeuw behoorlijk populair.
Andere theorieën zijn dat Devils Tower het overblijfsel van een uitgedoofde vulkaan, een vulkanische plug, zou zijn. Dit is onwaarschijnlijk want dan zouden er vulkanische kenmerken (zoals as en gestolde lava) moeten zijn, maar deze ontbreken in het omringende landschap.
Geologen zijn het er over eens dat het stollingsgesteente is afgekoeld als porfier, een grijze of groenachtige trachiet (een soort basalt). Terwijl de lava afkoelde, ontstonden er zeshoekige kolommen. De verticale kolommen krompen later horizontaal wat in.
Totdat erosie zijn werk had gedaan was Devils Tower niet zichtbaar boven de andere rotsformaties in het gebied. Het zandsteen werd echter gemakkelijker door erosie afgebroken dan het basalt, waardoor Devils Tower overbleef.
Puin en gebroken kolommen aan de voet van de monoliet laten zien dat Devils Tower ooit groter was dan hij nu is.

## Recente geschiedenis
De eerste gedocumenteerde bezoekers van Devils Tower waren enkele leden van Captain W. F. Raynold's Yellowstone Expeditie in 1859. Zestien jaar later leidde Colonel Richard I. Dodge een team van U.S. Geological Survey naar de rotsformatie, en gaf deze de naam Devils Tower. Het Amerikaans Congres maakte van de monoliet en het gebied eromheen een natuurreservaat in 1892. In 1906 werd Devils Tower Amerika’s eerste nationale monument.
Op 4 juli 1893 was de lokale ranch-eigenaar William Rogers de eerste die de rots beklom. Hij gebruikte hiervoor een zelfgemaakte ladder. Technische rotsklimtechnieken werden voor het eerst gebruikt in 1937 door Fritz Wiessner.
Vandaag de dag wordt Devils Tower door honderden klimmers beklommen. Elke lavakolom heeft zijn eigen klimroute, waarvan de moeilijkheidsgraad varieert van makkelijk tot enkele van de moeilijkste ter wereld. Alle klimmers moeten zich bij een parkwachter laten registreren alvorens te mogen klimmen.

## Mythe over ontstaan
De oorspronkelijke bewoners van de streek hadden eeuwen geleden al een mythe over het ontstaan van de rots. Er zouden ooit zeven jonge meisjes zijn geweest die stiekem onder de sterren gingen dansen. Tijdens hun dans zouden ze zijn aangevallen door een beer. Toen ze vluchtten voor de beer kwamen ze op een rots terecht. Ze smeekten de rots om hen te redden. De rots zou daarop zijn gegroeid tot een hoge monoliet: Devils Tower. De zeven meisjes zouden zijn veranderd in de plejaden, een sterrengroep die enkele keren per jaar boven Devils Tower te zien is. De nagelsporen van de beer zijn nog aan de zijkanten van de rots te zien. In veel indiaanse namen voor de rots komt het woord 'beer' terug.

## Films
- In 1977 speelde Devils Tower een belangrijke rol in de film Close Encounters of the Third Kind.
- In de film Paul uit 2011 wordt het gelijknamige ruimtewezen opgehaald bij deze monoliet.